# الجودوناليس
بلدية القُطُن أو القطنية أو (نقحرة: الجودوناليس) (بالإسبانية: Algodonales)‏، هي إحدى بلديات مقاطعة قادس, التي تقع في منطقة الأندلس جنوب إسبانيا.
يبلغ عدد سكانها 5.607 نسمة وفقاً لإحصائية سنة (2002).